# Zadziory
Zadziory – osada leśna w Polsce położona w województwie mazowieckim, w powiecie przasnyskim, w gminie Jednorożec.
W latach 1975–1998 miejscowość administracyjnie należała do województwa ostrołęckiego.